# Ноткин, Борис Исаевич
Бори́с Иса́евич Но́ткин (13 августа 1942, Москва — 11 ноября 2017, Рождественно, Московская область) — советский и российский журналист и телеведущий, член Академии российского телевидения. Руководитель и ведущий программы «Приглашает Борис Ноткин» на Московском телеканале (1992—1997), позже на телеканале «ТВ Центр» (1997—2015). Дважды номинировался на телевизионную премию «ТЭФИ» в 1995 и 1996 годах. Член общественного совета Российского еврейского конгресса. Заслуженный работник культуры Российской Федерации (2003).

## Биография
Родился 13 августа 1942 года в Москве в еврейской семье.
В 1966 году окончил переводческий факультет Института иностранных языков (нынешний Московский государственный лингвистический университет), после его окончания с 1966 по 1988 год работал в МГУ.
В 1972 году окончил аспирантуру исторического факультета МГУ имени М. В. Ломоносова, защитил диссертацию по американской историографии, затем преподавал там же психолингвистику.
Блестяще знал английский язык. Переводил диалоги кинорежиссёра Сергея Бондарчука и композитора Нино Рота во время их совместной работы над фильмом «Ватерлоо»; переводил для Франко Дзеффирелли.
В 1989 году «Литературная газета» опубликовала статью Ноткина о неэффективности советской медицинской пропаганды. Ноткина заметили и пригласили в программу «Добрый вечер, Москва» в качестве гостя. Через неделю Ноткин снова появился в эфире — на месте ведущего этой программы.
В 1989—1994 годы был ведущим программы «Добрый вечер, Москва» Московской программы ЦТ, Московского телеканала (по вторникам).
В 1990—1997 годы — ведущий программы «Лицом к городу» (Московская программа ЦТ, МТК).
В 1992—1997 годы — автор и ведущий программы «Приглашает Борис Ноткин» (МТК).
В 1997 году с образованием канала «ТВ Центр» стал делать программу «Галерея Бориса Ноткина»; в 1999 году передача сменила название на «Грани», с сентября 2000 года программа опять стала называться «Приглашает Борис Ноткин». В 2007 году передача входила в пятёрку самых популярных на телеканале. Программа выходила до марта 2015 года.
Весной 1999 года недолгое время вёл программу-интервью «Старый телевизор» на телеканале НТВ (вместо Дмитрия Диброва).
Борис Ноткин выдвигался на телевизионную премию «ТЭФИ» в 1995 и 1996 годах.
В 2004 году отмечал: «Телевидение, к сожалению, очень зависит от того, чего от него ждут. Как общество в целом, так и правящая элита. Сегодняшняя правящая элита (под этим выражением я понимаю не только Кремль, а всю элиту) совершенно не хотела бы иметь то телевидение, которое было десять лет назад — демократическое и своевольное. И телевидение отвечает этим потребностям. Они, к сожалению, долговременные. Но в то же время телевидение отвечает и настроениям народа, который устал от бесконечного вздрючивания и хочет, чтобы его не огорчали, а успокаивали. Но эти настроения, я думаю, у зрителей скоро пройдут».
В июне 2007 года награждён медалью ордена «За заслуги перед Отечеством» I степени за большой вклад в развитие отечественного телевидения и многолетнюю работу. В ноябре 2011 года награждён орденом Дружбы.
В последние годы жизни (с 2015 по 2017 год) регулярно выступал со своими статьями на страницах газеты «Московский комсомолец», в рубрике «Свободная тема».

### Болезнь и смерть
В мае 2017 года обратился к врачам; его беспокоили слабость и головокружение. Медики пришли к выводу, что у Ноткина обострилось хроническое заболевание. Состояние журналиста оценили как тяжёлое, и его поместили в стационар. Позже ведущий вернулся домой, однако вскоре выяснилось, что у журналиста неизлечимое заболевание. Был диагностирован рак 4-й стадии.
11 ноября 2017 года был обнаружен мёртвым с огнестрельным ранением на теле в своём доме в посёлке Рождественно Одинцовского района Подмосковья. Обнаружила тело жена, рядом лежало ружьё, купленное за две недели до смерти для самообороны. По словам официального представителя главка Следственного комитета России по Московской области, «около 19:10 поступило сообщение об обнаружении мужчины с огнестрельным ранением в частном доме в Одинцовском районе». На месте происшествия была найдена предсмертная записка, в которой Ноткин сообщил, что он устал от мучений и ушёл из жизни добровольно.
Был похоронен 16 ноября 2017 года на Троекуровском кладбище Москвы.

### Семья
Был женат, первый раз женился в 48 лет, жена — Ирина Ивановна Ноткина. Детей в браке не было.
Увлекался теннисом, в своё время играл в паре с Николаем Караченцовым против Бориса Ельцина и Шамиля Тарпищева.

## Награды и звания
- Орден Дружбы (16 ноября 2011 года) — за большие заслуги в развитии отечественного телерадиовещания и многолетнюю плодотворную деятельность[26]
- Медаль ордена «За заслуги перед Отечеством» I степени (27 июня 2007 года) — за большой вклад в развитие отечественного телевидения и многолетнюю плодотворную работу[27]
- Медаль ордена «За заслуги перед Отечеством» II степени (30 августа 1996 года) — за заслуги перед государством, многолетнюю плодотворную деятельность в области культуры и искусства, большой вклад в развитие массового спорта[28]
- Медаль «Защитнику свободной России» (18 марта 1993 года) — за исполнение гражданского долга при защите демократии и конституционного строя 19 — 21 августа 1991 года[29]
- Кавалер ордена «За заслуги перед Итальянской Республикой» (10 октября 2016 года, Италия)[30]
- Почётное звание «Заслуженный работник культуры Российской Федерации» (19 мая 2003 года) — за заслуги в области культуры и многолетнюю плодотворную работу[31]